# معصومه ابتکار
معصومه ابتکار (نیلوفر ابتکار؛ زادهٔ ۳۰ شهریور ۱۳۳۹) سیاستمدار اصلاح‌طلب، روزنامه‌نگار، مؤلف و مترجم ایرانی است. او در دولت دوازدهم سمت معاون امور زنان و خانواده رئیس‌جمهور ایران را برعهده داشت. ابتکار در دولت‌های یازدهم، هشتم و هفتم به عنوان معاون رئیس‌جمهور و رئیس سازمان حفاظت محیط زیست فعالیت می‌کرد که در دولت یازدهم با تایید وی به دولت وقت لقب دولت محیط زیست و در ادامه محیط زیستی‌ترین دولت را دادند و بعدا آن را شعار انتخاباتی برای مصادره محیط زیست برای جناح سیاسی خود کردند. وی همچنین از اعضای مؤسس جبهه مشارکت ایران اسلامی است.
معصومه ابتکار نخستین زن ایرانی است که پس از انقلاب ۱۳۵۷ وارد هیئت دولت شده است. او بیشتر به‌خاطر نقش خود در تصرف سفارت آمریکا در ۱۳ آبان ۱۳۵۸ و ۸ سال ریاست سازمان حفاظت محیط زیست ایران در دوران ریاست جمهوری محمد خاتمی و ریاست مجدد وی بر این سازمان در دوران ریاست جمهوری حسن روحانی معروف است. وی از جمله مسئولان جمهوری اسلامی است که فرزندش در ایالات متحده آمریکا زندگی می‌کند.

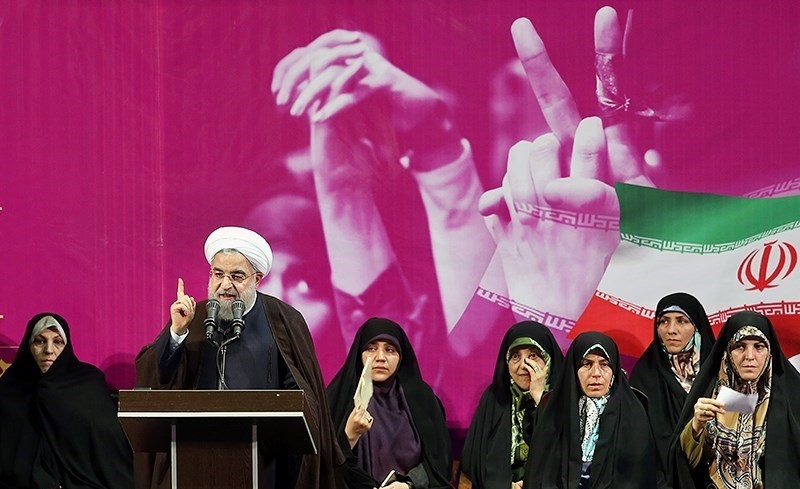
معصومه ابتکار و شهیندخت مولاوردی و زهرا شجاعی در جمع زنان حامی حسن روحانی

## زندگی شخصی

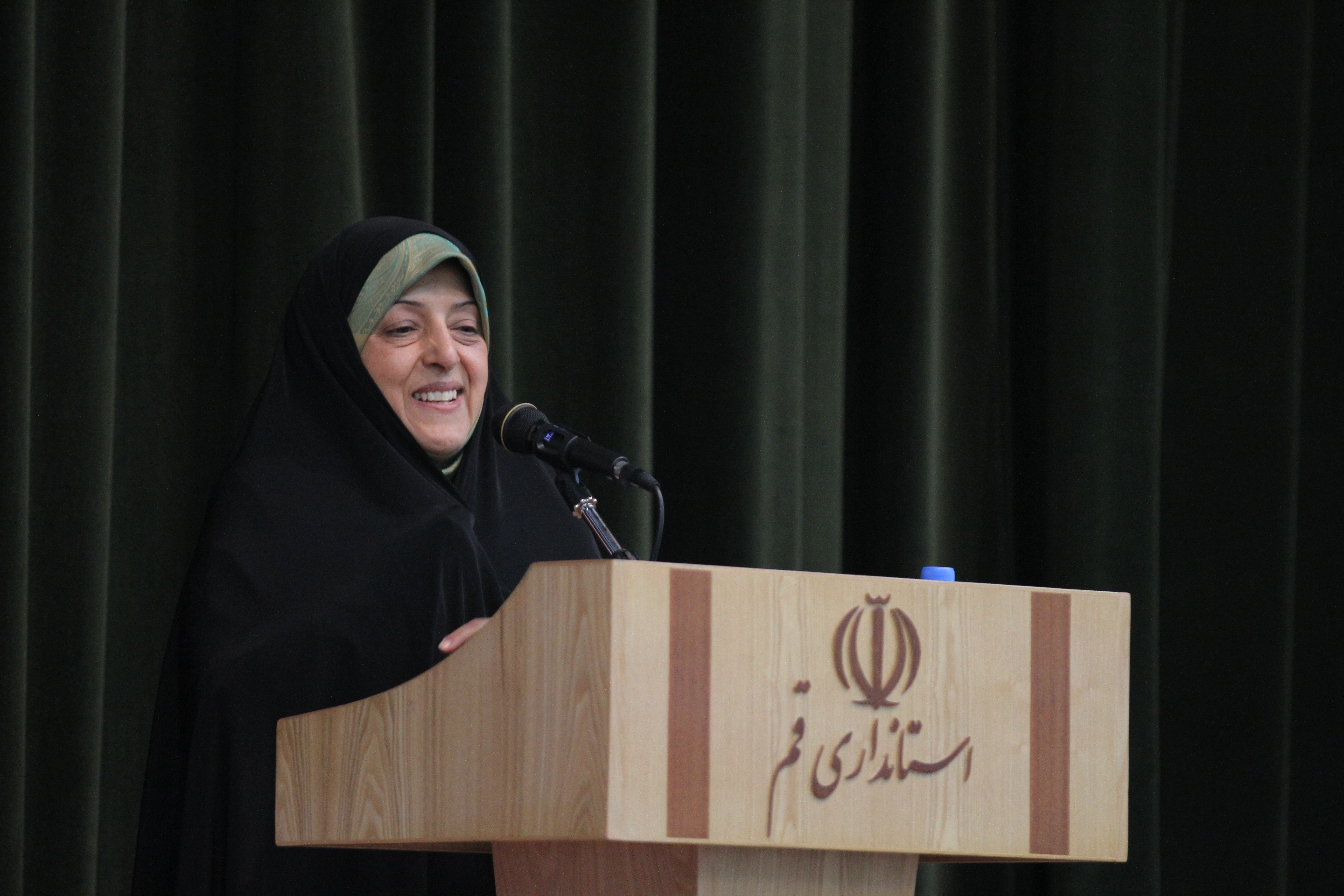
ابتکار در سال ۱۳۹۵ در قم

معصومه ابتکار فرزند تقی ابتکار در سال ۱۳۳۹ در تهران به دنیا آمد.
معصومه ابتکار به همراه والدین خود شش سال در شهرهای فیلادلفیا و ایالت ماساچوست در آمریکا اقامت داشت. پدرش، تقی ابتکار، دومین رئیس سازمان حفاظت محیط زیست ایران پس از انقلاب اسلامی، دانش‌آموخته دانشگاه پنسیلوانیا بود.
او تحصیلاتش را در ایران در مدرسه بین‌المللی ایران زمین ادامه داد و در سال ۱۳۵۶ وارد دانشگاه پلی تکنیک در رشته مهندسی پتروشیمی شد. اما در سال ۶۰ تغییر رشته داد و لیسانس خود را از دانشگاه شهید بهشتی در تکنولوژی پزشکی، فوق‌لیسانس
و دکترا را با احراز رتبه اول در رشته ایمنی‌شناسی (ایمونولوژی) از دانشگاه تربیت مدرس گرفت. بعداً عضو هیئت علمی همین دانشگاه شد.
معصومه ابتکار با سید محمد هاشمی ازدواج کرده و حاصل این ازدواج، دو فرزند است. پسر وی در آمریکا تحصیل می‌کند.
این درحالی است که معصومه ابتکار از دانشجویانی بود که سفارت آمریکا در ایران را در بحران گروگان‌گیری در سفارت آمریکا مشارکت داشت.
ابتکار در شورای سردبیری روزنامه کیهان انگلیسی به فعالیت مطبوعاتی پرداخت و سپس امتیاز فصلنامه فرزانه را گرفت و به انتشار آن پرداخت. او طی سال‌های ۱۳۷۲ تا ۱۳۷۵ مؤسسه مطالعات و تحقیقات مسایل زنان را تأسیس کرد. ابتکار در آستانه برگزاری چهارمین کنفرانس جهانی زن (پکن - ۱۹۹۵) مسئولیت دفتر هماهنگی سازمان‌های غیردولتی زنان را برعهده گرفت و همزمان نایب رئیس کمیته ملی این کنفرانس نیز بود. او در سال ۱۳۷۵ با تشکیل شبکه سازمان‌های غیردولتی زنان در ایران به عنوان رئیس این شبکه انتخاب شد.
ابتکار بعدها به عضویت کابینه سید محمد خاتمی، معاونت ریاست جمهوری و ریاست سازمان محیط زیست ایران درآمد. او نخستین زنی است که پس از انقلاب ۱۳۵۷ در کابینه رئیس‌جمهور ایران، مسئولیت برعهده داشته است.

### فعالیت مدنی
علاوه بر مواردی که در بخش زندگی از فعالیت‌های مدنی معصومه ابتکار ذکر شده، وی در سال ۱۳۸۴ به عنوان عضو مؤسس و رئیس هیئت مدیره مرکز غیردولتی صلح و محیط زیست، موضوعات صلح و محیط زیست را به فعالیت‌های مدنی خود اضافه کرد.
او همچنین در هیئت امنای بنیاد زینب کبری که تشکل غیردولتی حامی کودکان بی سرپرست است فعالیت دارد.

## شکایت از منتقدان
در ۱۱ بهمن ۱۴۰۰ زهرا شجاعی، معصومه ابتکار، شهیندخت مولاوردی به یک برنامهٔ تلویزیونی دعوت شدند تا دربارهٔ اقدامات خود که در دوران مسئولیت برای حمایت از زنان، دختران و خانواده انجام داده‌اند تا ضمن ارائهٔ یک گزارش به مردم، پاسخ انتقادهای وارد شده در دوران مسولیت‌شان را بدهند. برنامه فقط با حضور زهرا شجاعی و شهیندخت مولاوردی برگزار شد. اشاره به اقدامات زهرا شجاعی، معصومه ابتکار و شهیندخت مولاوردی دربارهٔ موضوعاتی مانند اجرای سیاست‌گذاری در حوزه زنان، اجرای برنامه اقدام محلی- تغییر جهانی، کودک‌همسری و روسپی‌گری، سلامت زنان و رفتارهای پرخطر با تمرکز بر تن‌فروشی، اجرای برنامه یونیسف برای حمایت از کارگران جنسی و روسپی‌گری، حمایت از همجنسگرایان و براندازان، دیدار با جاسوسان امنیتی و مسائل بسیار دیگر از سوی زنان منتقد مطرح شد. زهرا شجاعی و شهیندخت مولاوردی در میان صحبت‌های زنان منتقد به عملکردشان، برنامهٔ تلویزیونی را ترک کردند و سپس آن‌ها به همراه معصومه ابتکار از زنان منتقد و برنامه تلویزیونی در دادگاه شکایت کردند و در شبکه‌های اجتماعی زنان منتقد را فاسق خواندند.

## مقام‌های سیاسی و فعالیت‌ها

### عضویت شورای اسلامی شهر تهران
وی در انتخابات شورای شهر تهران در سال ۱۳۸۵ یکی از کاندیداهای فهرست اصلاح‌طلبان بود و با پیروزی در انتخابات به عضویت شورا درآمد. ابتکار پس از آغاز کار شورای سوم با تأسیس کمیته محیط زیست در این شورا ریاست آن را بر عهده گرفت. این کمیته حدود ۲۰ کار گروه دارد. در اسفند ۹۱ لوح تقدیری از سوی رئیس برنامه‌های اقدامات مطلوب برنامه اسکان ملل متحد خطاب به معصومه ابتکار رئیس کمیته محیط زیست شورای شهر اعطا شد که در آن از فعالیت‌های آن کمیته برای بهبود کیفیت زندگی در شهر تهران و نیز تدوین گزارش وضعیت محیط زیست تهران قدردانی شده است.
معصومه ابتکار از منتقدان دولت‌های نهم و دهم جمهوری اسلامی است. وبلاگ شخصی وی در دامنه پرشین بلاگ در تاریخ ۲۹ مرداد ۸۹ به دلیل نظرات و انتقادات وی با دستور مقامات قضایی مسدود شد.
معصومه ابتکار به عنوان عضو شورای شهر تهران از ارسال امواجی که بر سلامتی انسان و سلول‌های بدن تأثیر می‌گذارد و می‌تواند موجب اختلال در سیستم ایمنی بدن شود، ابراز نگرانی کرد و با اشاره به مصوبه آن شورا در مورد لزوم ساماندهی آنتن‌ها و دکل‌های مخابراتی گفت موضوع پارازیت‌ها از مصوبه شورای شهر مستثنی نیست. براساس مصوبه شورا که ابلاغ نیز شده است دکل، سازه ساختمانی محسوب می‌شود و برای احداث هر دکل باید از شهرداری پروانه و مجوز اخذ شود.
این موضع‌گیری علیه پارازیت، سبب فشارهای رسانه‌ای فراوان از سوی سایت‌های وابسته به نیروهای امنیتی ایران علیه معصومه ابتکار شده، تا جایی که وی را از عوامل داخلی دشمن در پروژه جنگ روانی دانسته و از مدعی العموم خواسته تا علیه وی به جرم تشویش اذهان عمومی اقدام کند.
در حالی که موضوع نگرانی از پارازیت‌ها مورد تأیید بسیاری از متخصصان و حتی سایر اعضای شورای شهر تهران است.
براساس خبر سایت تیک در ۱۰ مهر ۱۳۹۳، سرطان‌زا بودن پارازیت‌ها تأیید شد. سازمان محیط زیست از کمیته رسیدگی به وضعیت پارازیت‌ها درخواست کرد، با توجه به سرطان زا بودن پارازیت‌ها، تصمیم دیگری برای مقابله با تهاجم فرهنگی اتخاذ شود.
وی در آذر ماه ۹۱ با شرکت در برنامه زنده تلویزیونی دیروز، امروز، فردا نسبت به رویکردهای مختلف دولت پس از انتخابات ۸۸ به خصوص در برخورد با شخصیت‌های
انقلابی و دانشجویان انتقادات صریحی را مطرح کرد که برای سیمای جمهوری اسلامی کم سابقه بود.
معصومه ابتکار پس از ثبت نام در انتخابات شورای چهارم تهران رد صلاحیت شد. وی طی مصاحبه‌ای با ذکر اینکه می‌پرسند چرا رد صلاحیت شده‌ام گفته است: هموار تلاش کردم تا مسایل سلامتی و شهری را در کنار بازگو کردنشان حل کنم اما انتقاداتم به مذاق خیلی‌ها خوش نیامده است.

### معاونت رئیس‌جمهور و ریاست سازمان حفاظت محیط زیست دولت هفتم و هشتم
معصومه ابتکار در ۱۱ مرداد ۱۳۷۶ و هم‌زمان با آغاز کار دولت اصلاحات از سوی سید محمد خاتمی، رئیس‌جمهور وقت به عنوان معاون رئیس‌جمهور و رئیس سازمان حفاظت محیط زیست تعیین شد و تا پایان کار دولت هشتم در این سمت ماند. پس از آن به عنوان نماینده منتخب مردم تهران در شورای اسلامی شهر تهران مشغول به فعالیت شد.
ابتکار تا پیش از انتصاب در این سمت، از پوشش مقنعه استفاده می‌کرد، با پیش شرط سر کردن چادر روبرو شد و از اینرو، پیش از انتصاب توسط رئیس‌جمهور وقت، از پوشش مقنعه به چادر تغییر وضعیت داد.

### معاونت رئیس‌جمهور و ریاست سازمان حفاظت محیط زیست دولت یازدهم
پس از پایان دولت دهم و آغاز کار دولت یازدهم جمهوری اسلامی ایران، حسن روحانی، رئیس‌جمهور، طی حکمی ابتکار را مجدداً به معاونت رئیس‌جمهور و ریاست سازمان حفاظت محیط زیست منصوب نمود.

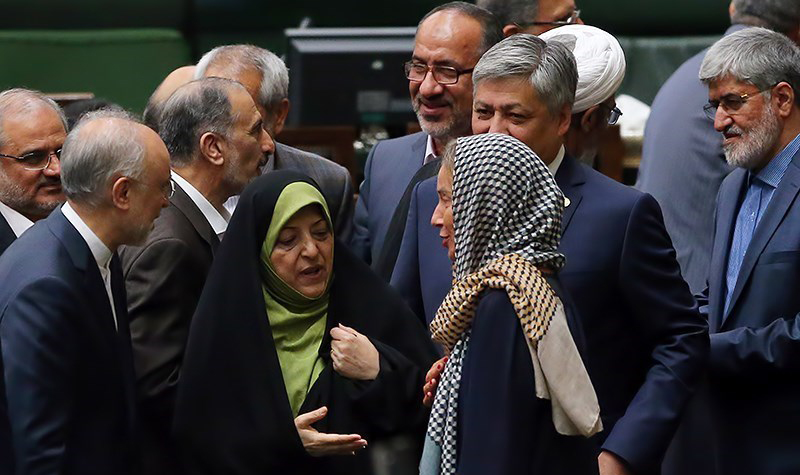
ابتکار و موگرینی در مراسم تحلیف حسن روحانی

#### پیشنهاد استفاده از نماد یوزپلنگ ایرانی روی پیراهن تیم ملی در جام جهانی فوتبال ۲۰۱۴
در ۱۶ آبان ۱۳۹۲ درحالی که سپ بلاتر به ایران سفر کرده بود، معصومه ابتکار به عنوان رئیس سازمان محیط زیست به بلاتر پیشنهاد کرد که از نماد یوزپلنگ ایرانی روی پیراهن تیم ملی در جام جهانی فوتبال ۲۰۱۴ استفاده شود و اظهار داشت: «هدف ما این است تا از انقراض یوزپلنگ ایرانی جلوگیری کنیم. ضمن اینکه می‌خواهیم نماد این یوز ایرانی را روی لباس تیم ملی ایران در مسابقات جام جهانی برزیل به کار ببریم و از آن استفاده کنیم.» بلاتر نیز از این پیشنهاد استقبال کرد و یوزپلنگ ایرانی بر لباس تیم ملی فوتبال ایران در جام جهانی فوتبال ۲۰۱۴ نقش بست.

#### لغو سخنرانی ابتکار در نماز جمعه
در ۲۶ دی ۱۳۹۲، در حالی که از سوی ستاد نماز جمعه اعلام شده بود که ابتکار، رئیس سازمان حفاظت محیط زیست، به مناسبت هفته هوای پاک پیش از خطبه‌های نماز جمعه تهران سخنرانی خواهد کرد، ساعاتی بعد این سخنرانی لغو گردید. در ۲۸ دی ۱۳۹۲ روابط عمومی سازمان حفاظت محیط زیست متن سخنرانی معصومه ابتکار معاون رئیس‌جمهور و رئیس سازمان حفاظت محیط زیست که قرار بود قبل از خطبه‌های نماز جمعه تهران به مناسبت فرارسیدن هفته هوای پاک ایراد شود را منتشر کرد. در بخشی از این متن آمده بود: «بی‌شک اگر برنامه‌های آغاز شده در دولت اصلاحات استمرار می‌یافت و با مدیریت صحیح دولت بعدی همراه می‌شد، امروز تهران نیز مانند شهرهای توکیو، مکزیکوسیتی و لندن که طی ۱۰ سال توانستند مشکلات آلودگی هوا را مرتفع سازند، شهری سالم به لحاظ هوا بود.» ابتکار در ۲ بهمن ۱۳۹۲ اعلام کرد که: «۴۸ ساعت مانده به سخنرانی پیش از خطبه‌های نمازجمعه تهران به من اعلام شد که برنامه سخنرانی لغو شده است. دلیل لغو این سخنرانی را هم اعلام نکردند.»

#### سانحهٔ رانندگی
معصومه ابتکار در صبح چهارشنبه ۲۰ فروردین ۱۳۹۳، در مسیر رفتن به محل هیئت دولت، بر اثر تصادف خودرو دچار شکستگی کتف و بازوی راست شد و همان شب تحت عمل جراحی قرار گرفت و عمل وی با موفقیت انجام شد.

#### مصاحبهٔ بی‌بی‌سی با ابتکار
در ۲۷ مرداد ۱۳۹۴ و در حالی که هیئتی از جانب خبرگزاری بی‌بی‌سی برای تهیه گزارشی از توافق هسته‌ای، به ایران آمده بودند، خبر مصاحبهٔ شبکهٔ بی‌بی‌سی ورلد با معصومه ابتکار، معاون رئیس‌جمهور و رئیس سازمان حفاظت محیط زیست، همراه با تصویری از این مصاحبه منتشر شد. این اولین مصاحبه بی‌بی‌سی با یک مقام رسمی جمهوری اسلامی ایران پس از اتفاقات دهمین دورهٔ انتخابات ریاست جمهوری ایران بود. ابتکار در این مصاحبه که با «کیم کاتاس» خبرنگار بی‌بی‌سی انجام شد، توافق هسته‌ای را فصل جدیدی از همکاری‌های منطقه‌ای خوانده و از علاقه جمهوری اسلامی ایران برای توسعه روابط با کشورهای همسایه منطقه سخن گفته است.

#### عکس مشترک ابتکار و اوباما

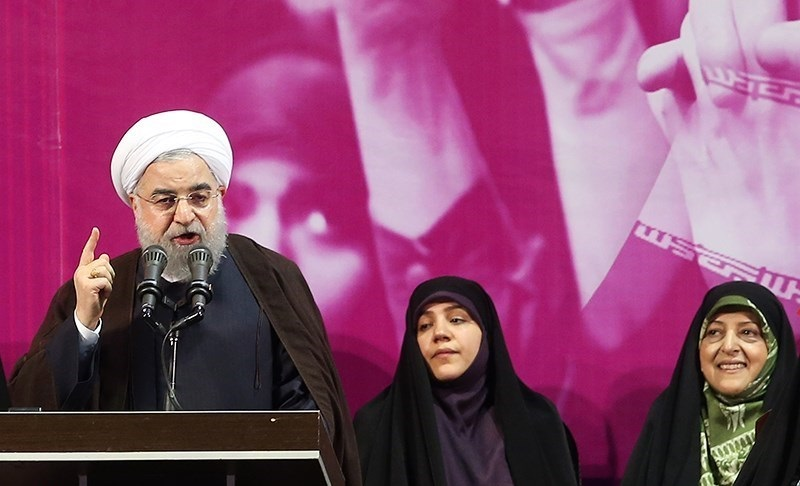
ابتکار در کنار زهرا ساعی در همایش بانوان حامی حسن روحانی در سال ۱۳۹۶

در ۱۱ آذر ۱۳۹۴ و در حالی که اجلاس جهانی تغییرات آب و هوایی در پاریس، به پایان رسیده بود، تصویری در شبکه‌های مجازی و سایتهای خبری منتشر شد که در آن معصومه ابتکار، معاون رئیس‌جمهور و رئیس سازمان محیط زیست ایران که به عنوان نماینده ایران در این اجلاس حضور داشت، و باراک اوباما در آن در فاصله کمی از هم ایستاده بودند، این اولین عکس مشترک رئیس‌جمهور آمریکا با یک مقام دولتی عالیرتبهٔ ایرانی بود که تا آن زمان گرفته شده بود و انتشار آن بازتاب وسیعی در رسانه‌های داخل و خارج هر دو کشور داشت.
اقدامات در دولت یازدهم برای حفاظت از محیط زیست
سازمان حفاظت محیط زیست در در دولت یازدهم به ریاست معصومه ابتکار در این زمینه‌ها اقدام کرد: احیای شورایعالی حفاظت محیط زیست، حذف بنزین پتروشیمی، کاهش آلودگی هوا در تهران و کلانشهرها و مرگ و میر ناشی از آلودگی هوا، ارائه ۱۵ لایحه محیط زیستی و تصویب قانون لایحه هوای پاک و حفاظت از تالاب‌ها، طرح تنفس جنگل‌های هیرکانی و کاهش آتش‌سوزی‌های مناطق حفاظت شده، افزایش ورود مباحث محیط زیستی به آموزش‌های رسمی کشور، تقویت اقتصاد سبز، مقابله با حیوان آزاری و ساماندهی باغ وحش‌ها و حذف حیوانات از سیرک‌ها، تقویت دیپلماسی محیط زیست، بهره‌مندی از فضای بین‌المللی برای مقابله با گرد و غبار و اعمال ارزیابی زیست‌محیطی بر روی طرح‌های توسعه‌ای به‌طوری‌که در این دولت هیچ طرح عمرانی و توسعه‌ای بدون ارزیابی زیست‌محیطی عملیاتی نشد.

### معاونت رئیس‌جمهور در امور زنان و خانواده دولت دوازدهم
پس از پایان دولت یازدهم و آغاز کار دولت دوازدهم جمهوری اسلامی ایران، حسن روحانی، رئیس‌جمهور، طی حکمی ابتکار را به ریاست معاونت امور زنان و خانواده منصوب نمود.

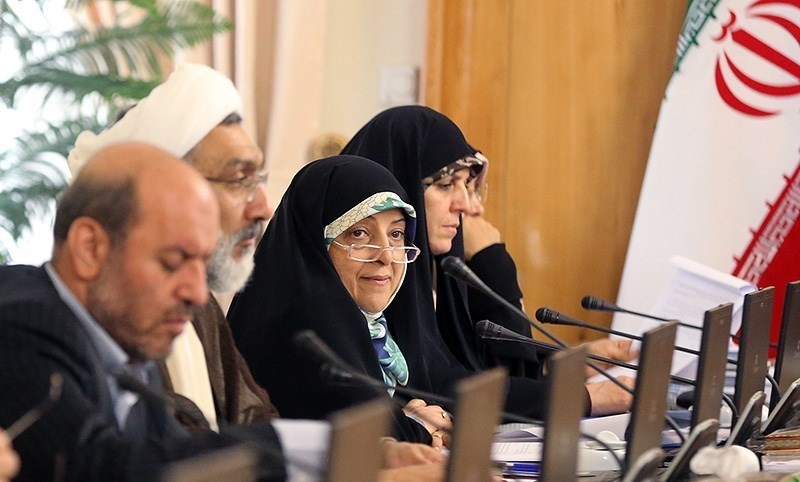
معصومه ابتکار درکنار مولاوردی در جلسه هیئت دولت یازدهم

### فعالیت دانشگاهی
معصومه ابتکار به عنوان استاد گروه ایمونولوژی دانشگاه تربیت مدرس در کنار تدریس دانشجویان مقاطع کارشناسی ارشد و دکترا در زمینه‌های مربوط به ایمونولوژی سیستم اعصاب، روابط سیستم ایمنی و اعصاب، سایتوکاین‌ها و ایمونولوژی ویروسها، سیستم ایمنی و گاز خردل، همچنین واکسن‌های DNA و ایمونولوژی ایدز تدریس و در قالب پایان‌نامه‌های دانشجویی و طرح‌های تحقیقاتی فعالیت می‌کند.

#### تالیفات
از جمله جزو همکاران مؤلف کتاب «آسم؛ علوم پایه و بالینی» (۱۳۸۲) از انتشارات مرکز نشر دانشگاهی بوده و فصل «نقش آلاینده‌های هوا در بروز آسم» را رقم زده است.

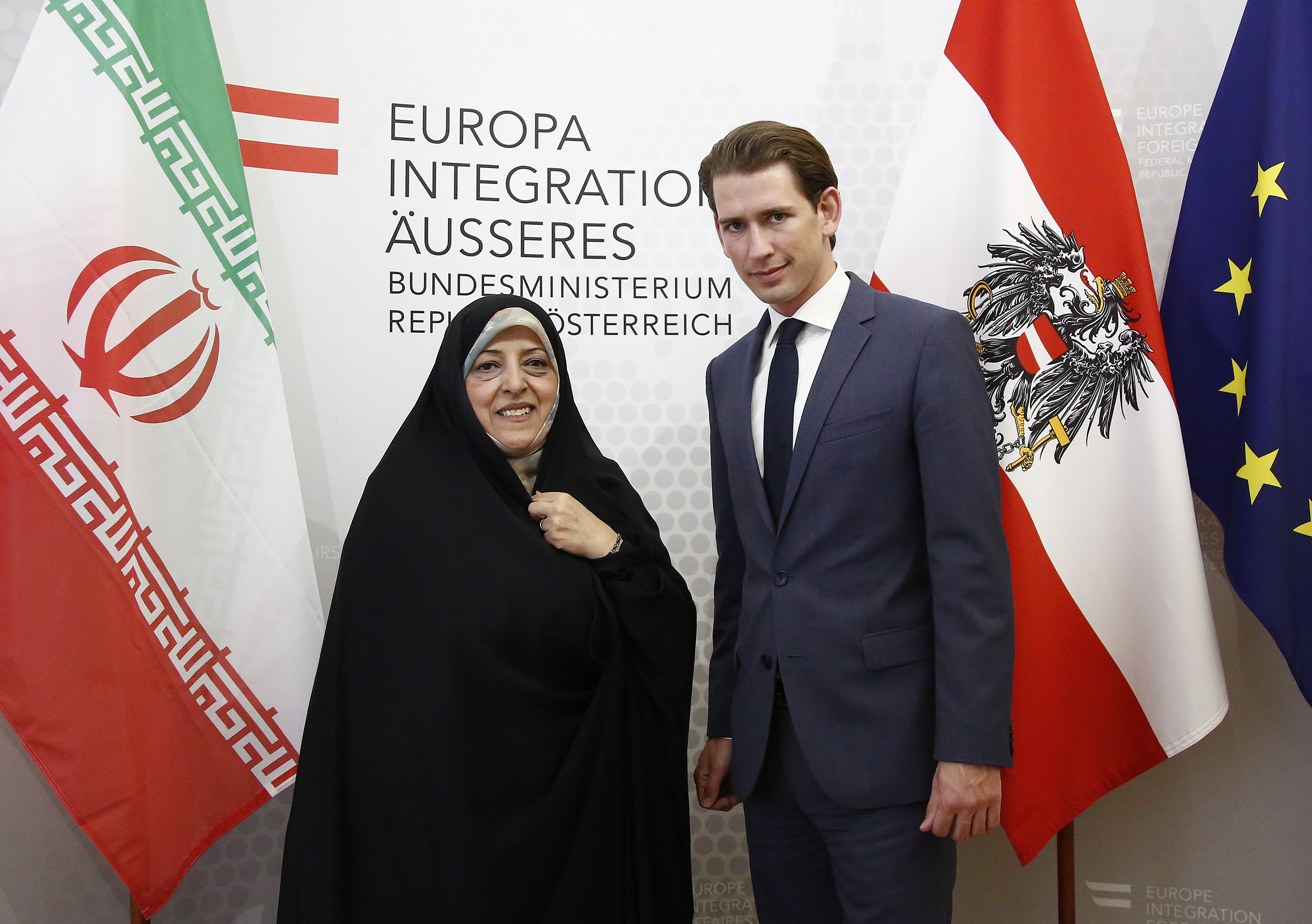
ابتکار در کنار زباستیان کورتس، وزیر امور خارجه وقت اتریش، در سال ۱۳۹۵

#### عضویت در انجمن‌های علمی
وی عضویت هیئت امنای انجمن آسم و آلرژی و هیئت علمی دانشکده علوم پزشکی دانشگاه تربیت مدرس را نیز داراست در زمینه ایمونولوژی همچنین ابتکار یک فصل از کتاب «سلول‌های بنیادین و سلول‌های بنیادین سرطانی» را به همراه دو نویسنده همکار به نگارش درآورده که توسط انتشارات اسپرینگر در آمریکا در سال ۲۰۱۱ منتشر شده است.
معصومه ابتکار از سال 1396 بعنوان نایب رئیس انجمن ایمونولوژی ایران انتخاب شده است.
همچنین در حال حاضر 70 مقاله علمی در سایت Scopus به نام معصومه ابتکار قابل مشاهده است.

### حجاب اجباری
معصومه ابتکار در تیر ۱۴۰۱ گفت: «حجاب برای زنان در بسیاری از کشورها جاذبه دارد.»

## واکنش به اظهارات فتاح
ابتکار در واکنش به سخنان پرویز فتاح رئیس بنیاد مستضعفان در توییتی نوشت:
آقای فتاح خیلی‌ها شمارا به دیانت می‌شناختند. صحبت دیشب شما اما اشتباه زیاد داشت و نام‌بردن از من و خانم مولاوردی باحقیقت ماجرا سازگار نیست که گویا رانت یا نفع‌شخصی بوده. ساختمان اوایل دهه ۷۰ بانظر امام به مؤسسه مطالعات زنان داده شد که مامسئولیتی نداشتیم. رسانه ملی باید فرصت پاسخ دهد.
البته این گفته متناقض با زمان مرگ خمینی بوده و اینکه به چه علت پنج میلیارد تومان در آن سال و اوایل دهه ۷۰ از بنیاد مستضعفان دریافت کرده است.

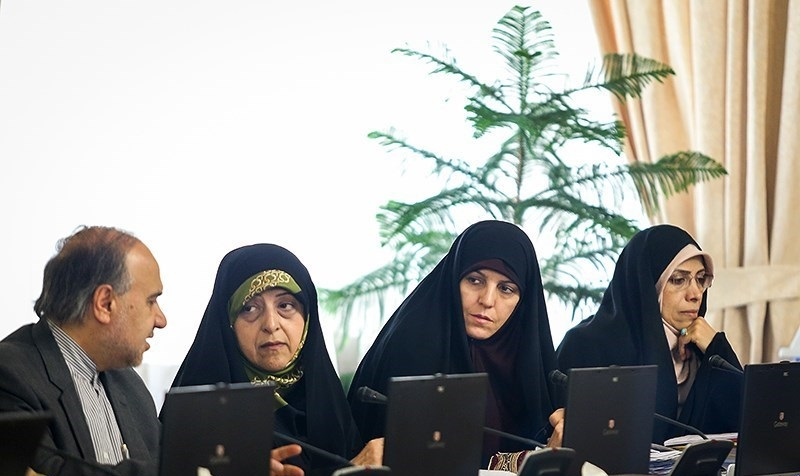
معصومه ابتکار درکنار مسعود سلطانی فر در جلسه هیئت دولت دوازدهم

مؤسسه مطالعات و تحقیقات زنان اطلاعیه‌ای صادر کرد مبنی بر اینکه مجوز خمینی در سال ۶۷ صادر شده بوده ولی مدتی مجوز بطول انجامید. فتاح پس از مدتی بعد بابت گفته‌هایش و نام بردن اسامی مانند حداد عادل، عذرخواهی کرد.

## حمایت از حکم تیر اعتراضات ۹۸
در آبان ۱۳۹۹ معصومه ابتکار از دادن دستور شلیک در اعتراضات آبان ۱۳۹۸ توسط لیلا واثقی فرماندار شهر قدس دفاع کرد. ابتکار سپس حمایت‌های خود را تکذیب کرد و پس از نام‌بردن از معترضان آبان ۹۸ به‌عنوان «تروریست» گفت نظرش دربارهٔ برخورد کردن با لیلا واثقی به‌عنوان فرماندار بوده و در ادامه گفت «در آبان ۹۸ تروریست‌ها به مرکز دفاع شهر حمله کردند. چه باید کرد؟ خانم لیلا واثقی تصمیم درستی برای حکم تیر دادن به‌عنوان فرماندار گرفت.»

## دوتابعیتی بودن
یکی از بحث‌های جنجالی پیش آمده در دولت دوازدهم، موضوع مدیران دو تابعیتی است که پس از طرح در مجلس شورای اسلامی، توسط برخی نمایندگان پیگیری‌شد. لیست مدیران دوتابعیتی در نهایت در تاریخ ۱ مرداد ۱۳۹۸ توسط جواد کریمی قدوسی (نماینده مردم مشهد در مجلس شورای اسلامی) در اختیار رسانه‌ها قرار گرفت. در این لیست نام معصومه ابتکار نیز به عنوان مدیر دو تابعیتی دیده می‌شود.
ابتکار این مسئله را تکذیب و از جواد کریمی قدوسی شکایت کرده است. اما هیچ‌گاه به‌طور رسمی دو تابعیتی‌بودن معصومه ابتکار توسط دادگاه تأیید یا رد نشد.

## رسوایی‌های سرقت آثار علمی و ادبی
مقاله چاپ شده توسط ابتکار در مجله Iranian Journal of Allergy, Asthma and Immunology توسط محققین پروژه کشف دستبرد علمی دژاووی دانشگاه تکزاس آمریکا با این اتهام که ۸۵٪ آن مشابه مقالات دیگر علمی است یک مقاله تقلیدی شناخته شد.
مجله Springer Nature در مقاله‌ای با نویسندگی Declan Butler به این موضوع پرداخت و دربارهٔ آن نوشت: «مقاله مروری (review paper) معصومه ابتکار، معاون سابق رئیس‌جمهور ایران و ایمونولوژیست دانشگاه تربیت مدرس در تهران، در پی ادعاهایی مبنی بر اینکه تقریباً به‌طور کامل از مقالات دانشمندان سرقت علمی شده است، از یک مجله ایرانی که در آن چاپ شده است، پس گرفته می‌شود. این مقاله پس از مقاله Nature News در مورد پایگاه داده وب دژاوو (Deja Vu) در مرکز پزشکی جنوب غربی دانشگاه تگزاس در دالاس، که مقالاتی با سرقت ادبی و سرقت علمی احتمالی را فهرست می‌کند، منتشر شد.در میان افزایش بازدیدها، تیم هارولد گارنر (Harold Garner)، که پایگاه داده علمی را اداره می‌کند، متوجه شدند که بسیاری از انجمن‌ها و وبلاگ‌های فارسی‌زبان در ایران به این سرقت علمی پرداخته‌اند. آنچه علاقه ایرانیان را برانگیخت، مقاله ای در مورد سیتوکین‌ها و آلودگی هوا بود که در سال ۲۰۰۶ در مجله آلرژی، آسم و ایمنی‌شناسی ایران (M. Ebtekar Iran. J. Allergy Asthma Immunol. 5، ۴۷–۵۶؛ ۲۰۰۶) منتشر شد. دژاوو ادعا می‌کند که حدود ۸۵ درصد از متن از پنج مقاله توسط محققان دیگر می‌آید، که قسمت‌های مقاله‌های سرقت شده، از ۵ تا ۳۰ درصد محتوای آنها متغیر است. مقاله یک تکه‌تکه ای واقعی از کار دیگران است، کلمه به کلمه. تنها نویسنده مقاله ابتکار بود که به عنوان سخنگوی دانشجویان مبارزی که ۵۲ آمریکایی را در سفارت ایالات متحده در تهران در طی سال‌های ۱۹۷۹–۱۹۸۱ گروگان گرفته بودند، خدمت کرد. او در سال ۱۳۷۶ در زمان محمد خاتمی، رئیس‌جمهور اصلاح طلب، معاون رئیس‌جمهور شد و در سال ۱۳۸۶ به عضویت شورای شهر تهران انتخاب شد. ابتکار برای اظهار نظر و پاسخ به سوالات در دسترس نبود و به پرسش‌های ایمیل Nature پاسخ نداد. اما ابتکار در پاسخی کتبی به دژاوو، که اکنون در وبلاگ فارسی‌زبان خودش منتشر شده است، اعتراف کرد که برخی از پاراگراف‌ها «بدون ارجاع مناسب به نویسندگان» گرفته شده‌اند که این یک اشتباه آشکار است. معصومه ابتکار این موضوع را به گردن دانشجویی انداخت که به گفته خودش در نوشتن دست نوشته به او کمک کرده است. ابتکار گفت: «به خاطر کاستی‌ها و اشتباهاتم عذرخواهی کرده‌ام، در نگارش مقالات و تهیه دست نوشته‌هایم دقت بیشتری خواهم کرد.» ایان مادوی(Ian Mudway)، سم‌شناس در کینگز کالج لندن که مقاله قبلی را نوشته است که توسط دژاوو در آثار ابتکار ذکر شده و به‌طور گسترده در مقاله او کپی شده است، گفت از این سرقت علمی تعجب نکرده است. ایان مادوی می‌گوید: «مقاله یک تکه‌تکه‌ای واقعی از کار دیگران، کلمه به کلمه. او حتی زحمت اصلاح اشتباهات گرامری و اشتباهات دستوری در مقالات دیگران هم به خود نداده است.» محمد اسلامی، سردبیر مجله ایرانی آلرژی، آسم و ایمونولوژی، به نیچر گفت که این مقاله پس گرفته خواهد شد و این مجله سرمقاله ای را منتشر خواهد کرد که در آن بر سیاست خود در مورد تکراری بودن مطالب منتشر شده تأکید بیشتر خواهد کرد.»
ابتکار طی نامه‌ای خطاب به محققین پروژه دژاوو از خود در برابر اتهامات وارده دفاع کرد: «آن طور که قبلاً در پاسخ به دو ژورنال و مؤلفین اعلام کردم دو یا سه پاراگراف و یک جدول از مقاله رایدل بدون ذکر منابع درج شده است که این یک اشتباه بوده و از بابت آن عذرخواهی کردم؛ با ذکر این نکته که آن زمان با یک دانشجو کار می‌کردم و نمی‌دانستم برخی از بخش‌های متن را به‌طور مستقیم استفاده کرده است… این مقاله مروری بوده و با همکاری یک دانشجو انجام شد. قبلاً چندین سمینار دربارهٔ این موضوع داشتم و ژورنال از من دعوت کرد مقاله‌ای مروری در این باره ارائه دهم.
شما مدعی شده‌اید که این مقاله یک کار تقلیدی است. آیا مطالعه مروری قبل از مقاله من در خصوص آلودگی هوا و تغییرات الگوهای سایتوکاینی منتشر شده است؟ آیا این ایده برای مقاله مروری جدید بوده یا براساس ادعای شما تقلیدی به حساب می‌آید؟ جناب دکتر گارنر، کار شما برای من آگاه‌کننده بود و من به خاطر کوتاهی عذرخواهی کرده‌ام و پس از این در تهیه مطالب علمی دقت بیشتری خواهم کرد و از شما نیز ممنونم؛ ولی با توجّه به موارد بالا آیا فکر نمی‌کنید قضاوتی ارزشی را در مورد من انجام دادید، بدون اینکه فرصت پاسخ و دفاع به من داده باشید و ادعاهای خود را روی اینترنت برای طیف وسیعی از بینندگان گذاشتید در حالی که امکان پاسخ گویی من نبوده است؟»
نشریه نیچر در یکی از شماره‌های بعدی خود گزارشی از بازتاب این حادثه در ایران به چاپ رساند که در آن یکی از نویسندگان مقاله اصلی اعلام کرده است از توضیحات ابتکار قانع نشده است و گفته است: «مقاله کپی واقعی از کارهای دیگران است و حتی غلط‌های نگارشی نیز کپی شده است.» محمد اسلامی سردبیر این ژورنال ایرانی در مصاحبه با نیچر اعلام کرد مقاله مذکور پس فرستاده خواهد شد و همچنین در سرمقاله‌ای بر سیاستش در برابر کپی‌برداری تأکید خواهد کرد.
ابتکار در مورد مطلب نشریه نیچر و بررسی پایگاه دژاوو گفت: موضوع مورد اشاره را وی مشاهده و توضیحات لازم را برای نشریه منتشر کننده ارسال کرده است.

## کتاب‌ها

### کتاب Takeover in Tehran
روایت معصومه ابتکار از وقایع درون سفارت اشغال شده آمریکا در تهران تنها کتابی است که از این ماجرا توسط طرف ایرانی به زبان انگلیسی نگارش یافته و توسط انتشارات تالون بوکز در کانادا منتشر شده است. این کتاب به زبان‌های فارسی و عربی نیز ترجمه و به ترتیب با اسامی «تسخیر» و «صراع فی طهران» در تهران و بیروت به چاپ رسیده است. انتشار این کتاب به سه زبان در سال‌های ۱۳۷۹ و ۱۳۸۰ صورت گرفت.
در ۴ شهریور ۱۳۹۴، در دیدار هیئت دولت یازدهم با سید علی خامنه‌ای، رهبر ایران، وی ضمن اشاره به کتاب ابتکار گفت:
«این خانم ابتکار اینجا حاضر است؛ خود ایشان به من گفت کتابی که ایشان نوشته بود، در آمریکا امکان چاپ پیدا نکرد؛ هیچ ناشری حاضر نشد -نه اینکه آن ناشر آن‌قدر تعصّب داشته باشد؛ نه، اگر کتاب پرفروشی باشد، هر ناشری می‌آید این کار را انجام بدهد؛ [بلکه] از ترس و از مراقبت- تا بالاخره در کانادا مثلاً فرض کنید یک ناشری را پیدا می‌کند و آن ناشر، آن هم به نظرم با ترس و لرز [چاپ کرد یا نکرد]؛ چون تفاصیلش را چند سال پیش ایشان می‌گفت، شاید جزئیّاتش یادم نمانده. این‌ها را بگویید تا این آقایان بدانند و بفهمند که این‌جور نیست که اگر ما جلوی کتاب را گرفتیم، فقط آقای جنتی است که این کار را می‌کند.»

### کتاب خوشه‌های شهریور
خوشه‌های شهریور مجموعه‌ای از وقایع و اتفاقات حضور اولین زن عضو دولت جمهوری اسلامی ایران است که به وسیله انتشارات روزنامه اطلاعات به چاپ رسیده است. معصومه ابتکار در این کتاب خاطرات دوران مسئولیتش را بیان کرده و در ۳۶ فصل به فراز و نشیب‌های هشت سال دولت اصلاحات به ویژه در حوزه محیط زیست پرداخته است.

### تألیفات اجتماعی
کتاب «صلح طبیعی و اخلاقیات» مجموعه مقالات انگلیسی ابتکار است در زمینه محیط زیست و توسعه پایدار در سال ۱۳۸۳ توسط انتشارات سازمان حفاظت محیط زیست منتشر شد.
مقاله ابتکار با عنوان «وابستگی صلح و پایداری توسعه به معنویت و نقش زنان» در کتاب «بنیان اخلاقی» از انتشارات ترینیتی در آمریکا (۱۳۸۹) و در مجموعه مقالات ۸۰ شخصیت مذهبی، علمی، سیاسی، اقتصادی و فرهنگی جهان در زمینه ضروریات اخلاقی حفظ محیط زیست منتشر شد.
همچنین وی نویسنده یک فصل از کتاب «زنان، قدرت و سیاست در ایران قرن ۲۱» (۱۳۹۰) تحت عنوان زنان و محیط زیست است که توسط انتشارات اشگیت در آمریکا منتشر شده است.

## حمایت از میرحسین موسوی در انتخابات ۱۳۸۸
در جریان انتخابات ریاست جمهوری ایران (۱۳۸۸)، در ابتدا زمزمه‌هایی از حضور ابتکار در عرصه انتخابات و کاندیداتوری وی شنیده می‌شد، اما در نهایت با کاندیداتوری میرحسین موسوی، معصومه ابتکار از کاندیداتوری صرف نظر کرده و در بیانیه‌ای صراحتاً از میرحسین موسوی حمایت کرد. او در بند پایانی این بیانیه نوشت: «ضمن احترام به مواضع شجاعانه حجت‌الاسلام آقای کروبی، مناسب‌ترین گزینه را برای اداره قوه مجریه در دوره آتی، آقای مهندس میرحسین موسوی نخست‌وزیر محبوب امام (ره) می‌دانم.»
حضور در دومین مستند انتخاباتی میرحسین موسوی
در دومین مستند انتخاباتی میرحسین موسوی معصومه ابتکار همراه با فاطمه معتمدآریا و زهرا رهنورد به بررسی مسائل و مشکلات زنان و تبعیض جنسیتی در ایران پرداختند. ابتکار در این مستند ضمن نامطلوب دانستن وضعیت زنان در جامعه و نادیده گرفتن حقوق آنان، یکی از مهم‌ترین مشکلات اجتماعی را مسئله امنیت برای دختران و پسران و سپس مسئله عدالت جنسیتی دانست.
سرکشی به خانواده‌های آسیب دیده در جریان حوادث پس از انتخابات ۱۳۸۸
در جلسات رأی اعتماد مجلس شورای اسلامی به وزرای پیشنهادی حسن روحانی، علیرضا زاکانی، در مخالفت با محمدعلی نجفی، وزیر پیشنهادی وزارت آموزش و پرورش ضمن اشاره به حوادث پس از انتخابات ریاست جمهوری ایران (۱۳۸۸) گفت: «من در شورای عالی هلال‌احمر بودم. زمانی که گروه‌ها برای سرکشی به منازل آسیب دیدگان فتنه می‌رفتند، خانواده‌ها می‌گفتند قبل از شما آقای نجفی با خانم م. الف آمده و گفته‌اند که ما نماینده موسوی و کروبی هستیم، چرا شما مدعی شهدایی که داده‌اید نمی‌شوید؟»
محمدعلی نجفی نیز در دفاع از خود سرکشی به خانواده‌های آسیب دیده را مطابق مصوبه شورای شهر تهران دانست. روز بعد معصومه ابتکار در مصاحبه‌ای گفت: «این م. الف، معصومه ابتکار است و من خودم در مورد این موضوع توضیح را می‌دهم. اقدامات ما بر اساس مصوبه شورا در تاریخ ۲۵ مرداد ۸۸ بوده است و ما در راستای اقدامی انسان دوستانه برای پیگیری خانواده آسیب دیدگان آن حوادث اقداماتی را انجام دادیم و خدا را برای انجام این اقدامات شکر می‌کنیم.»

## نگارخانه

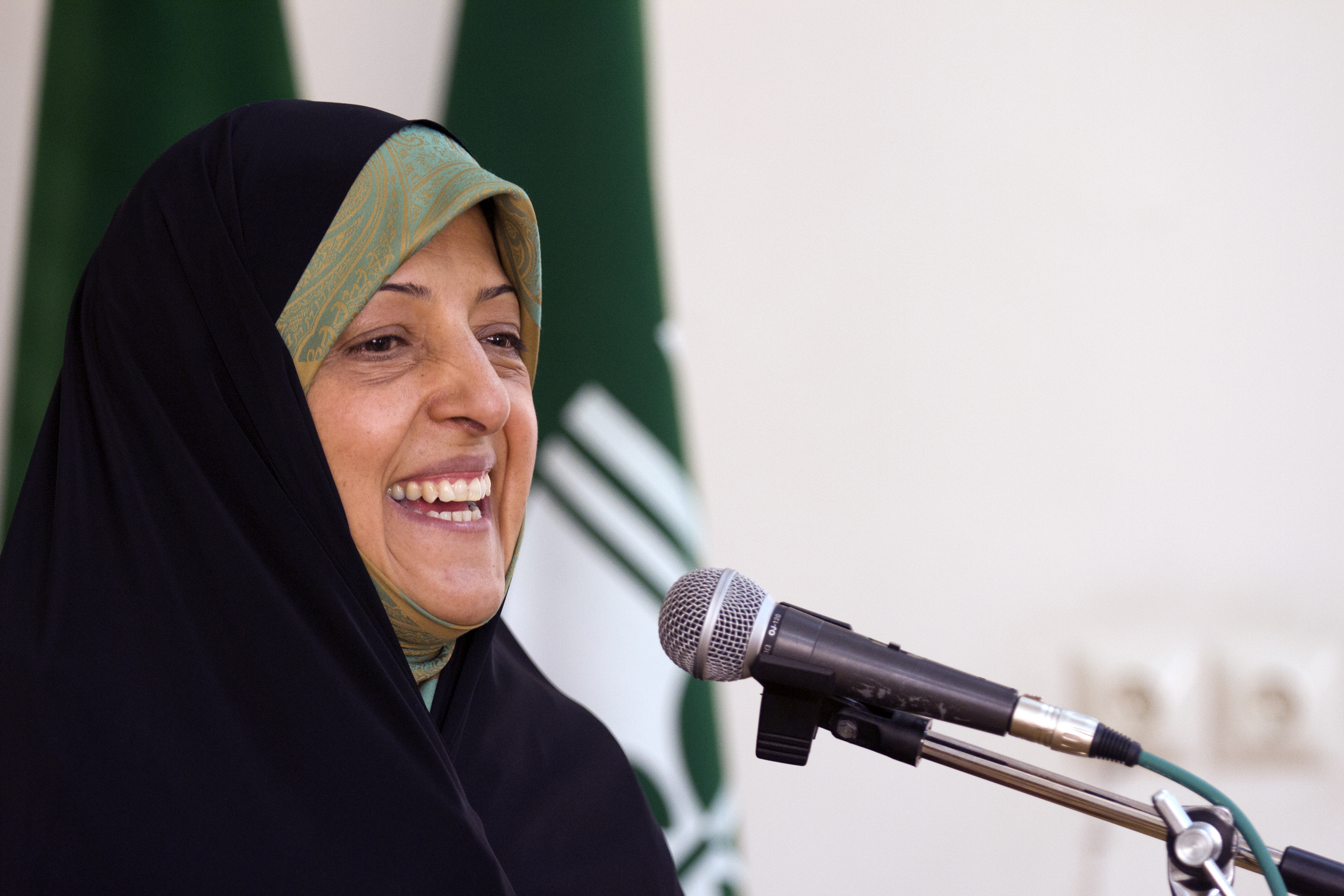
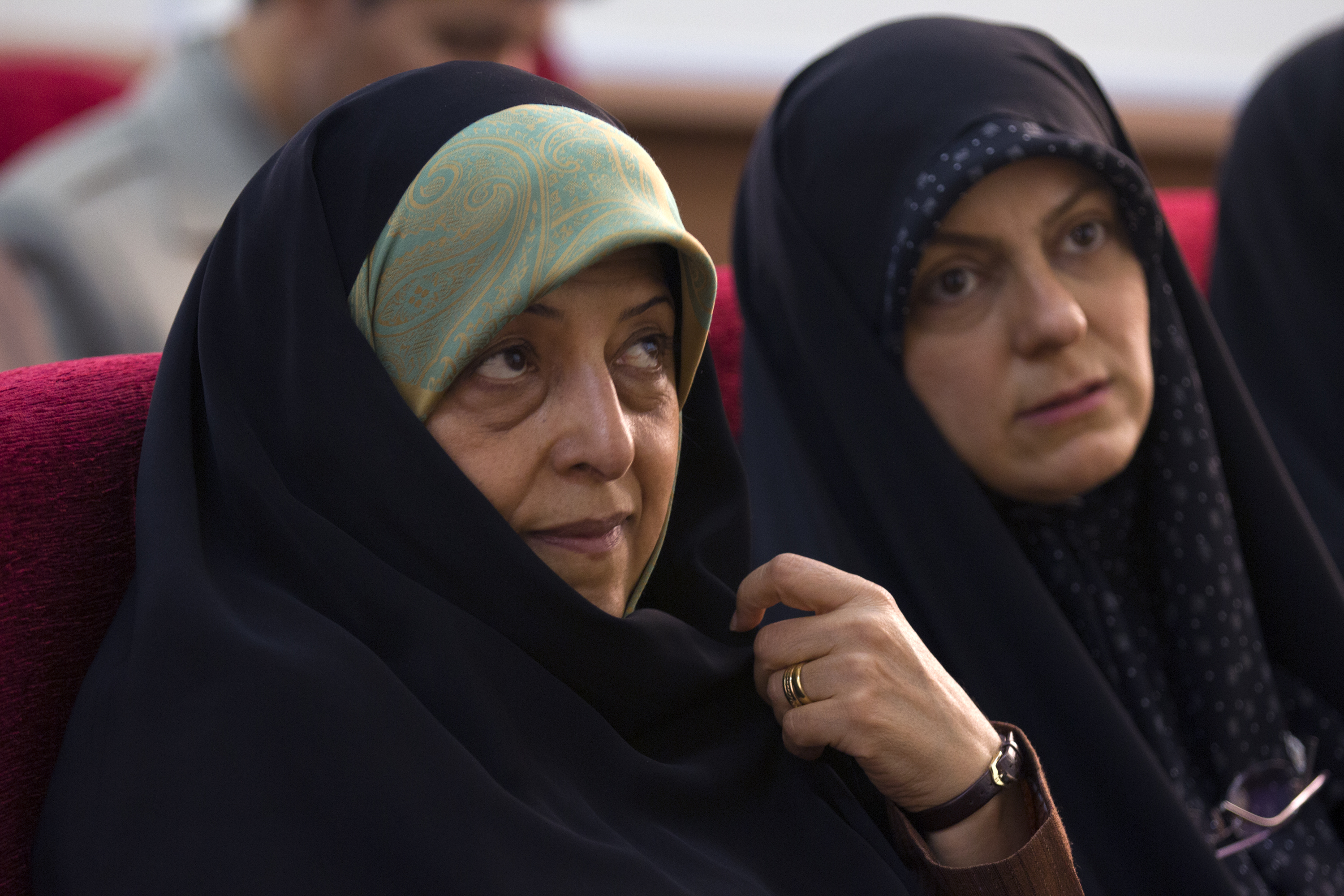
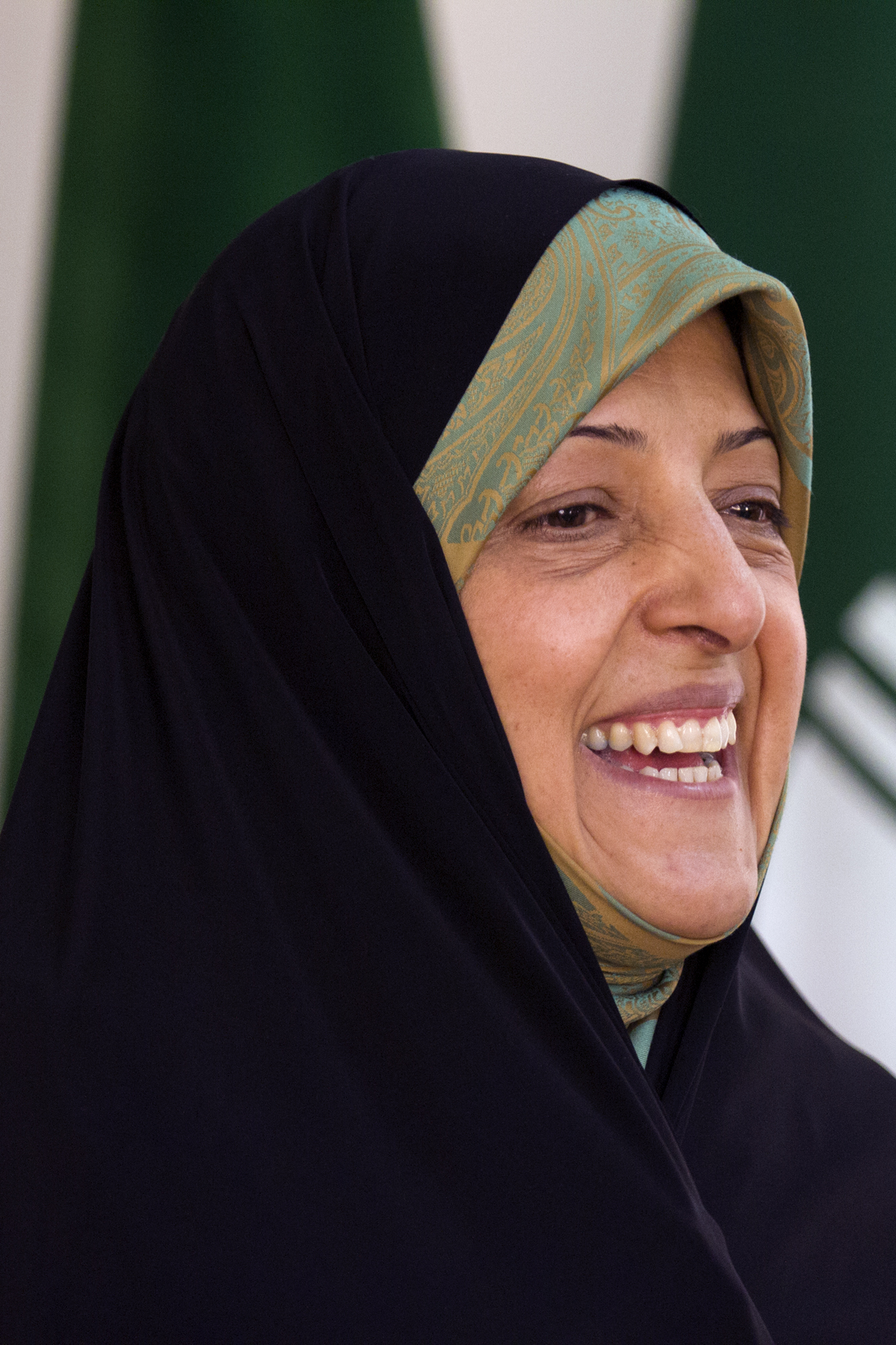
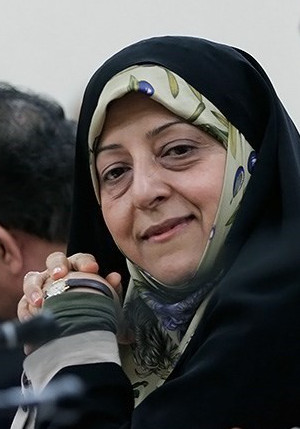
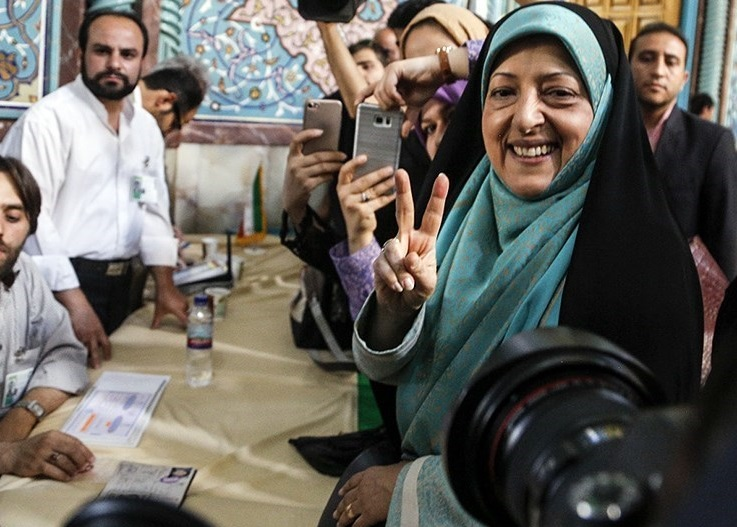
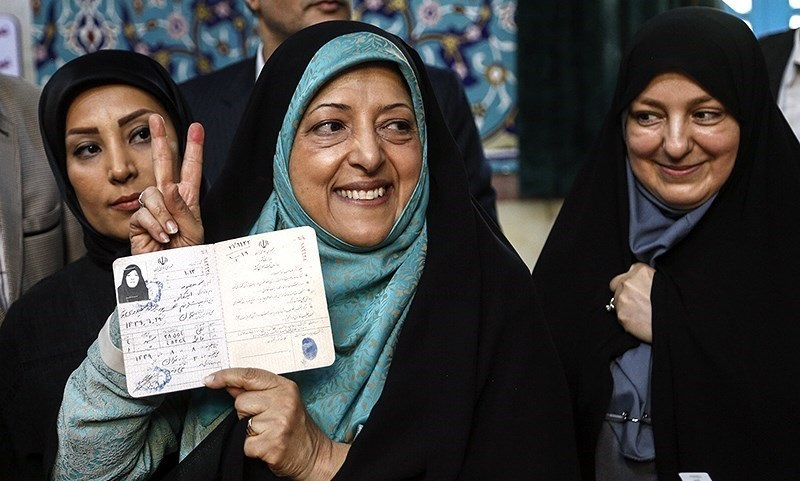
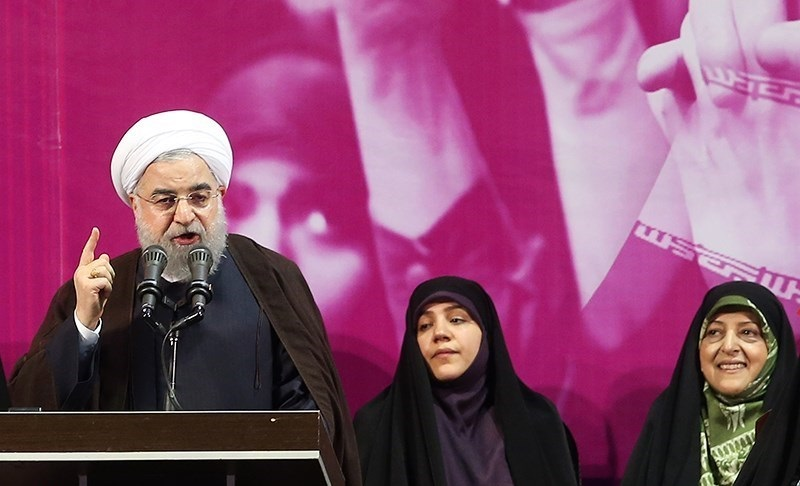
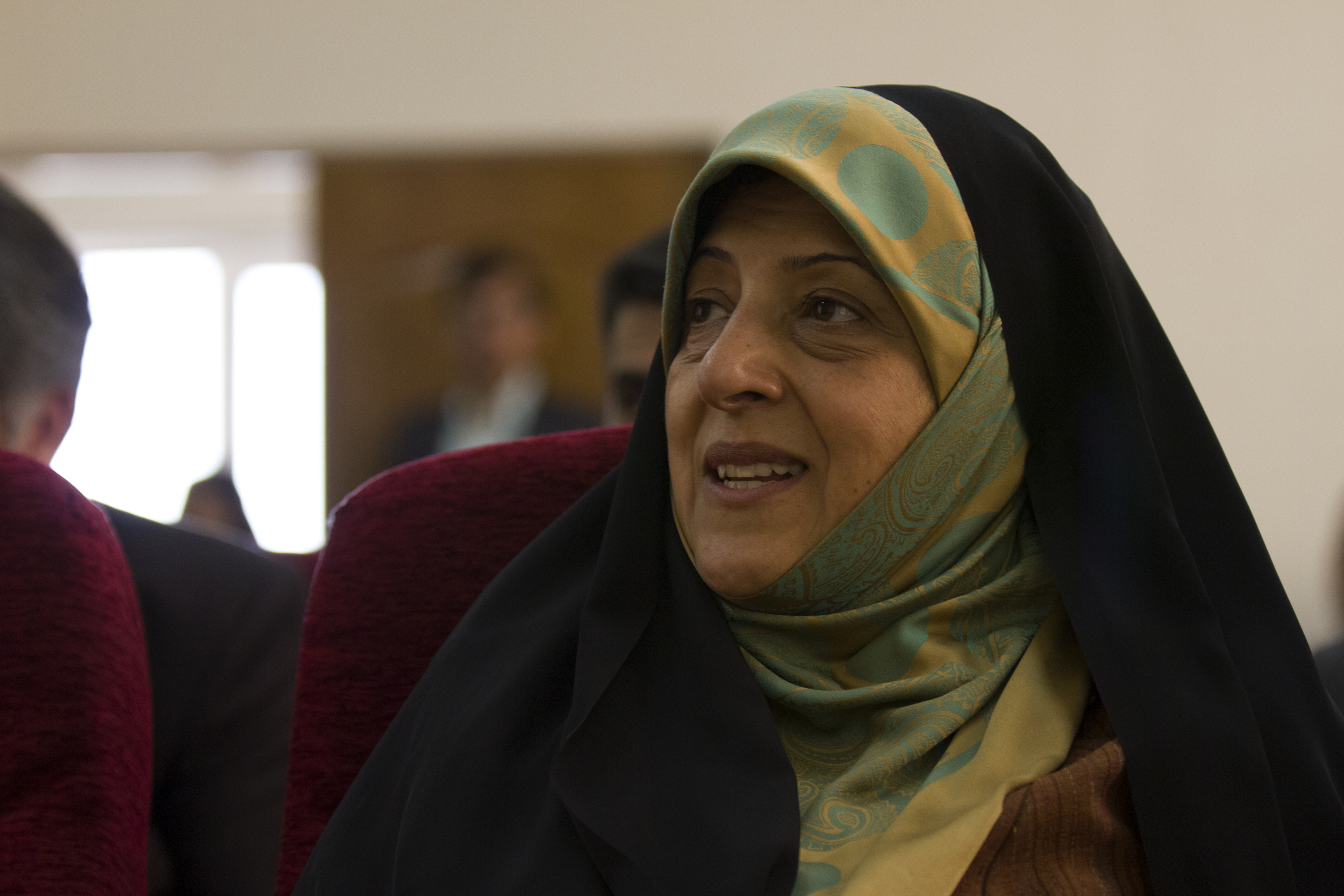
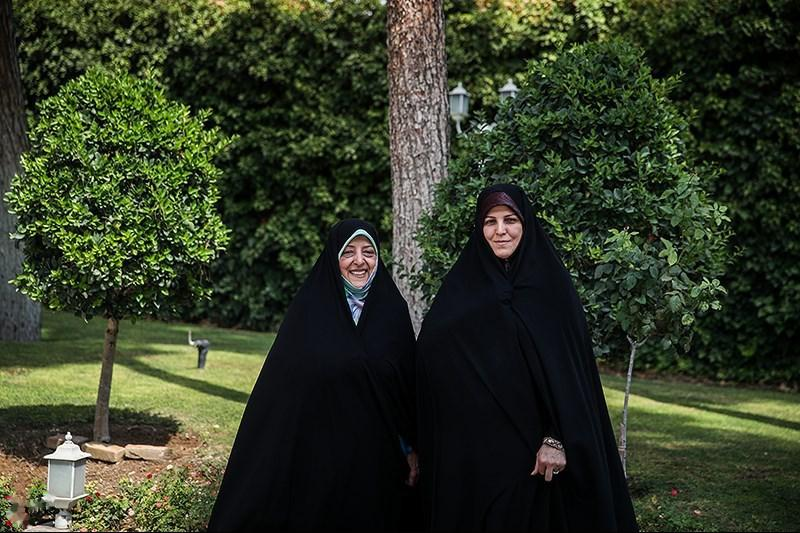
ابتکار در کنار مولاوردی
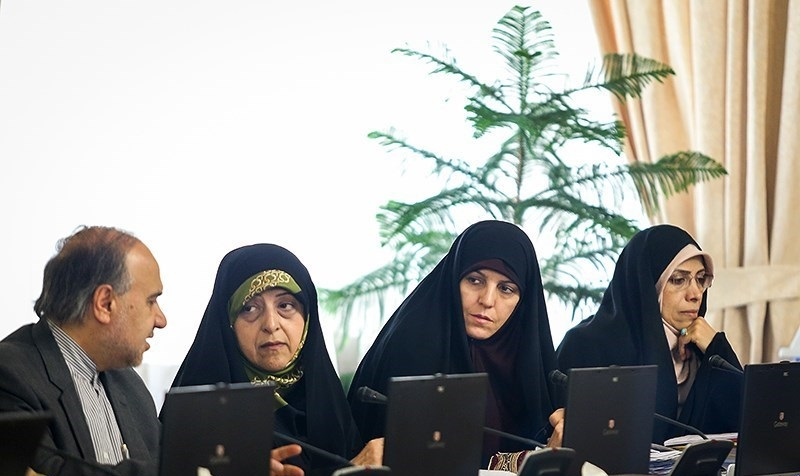
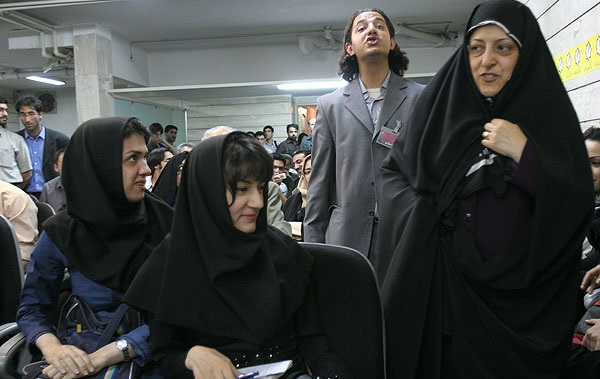
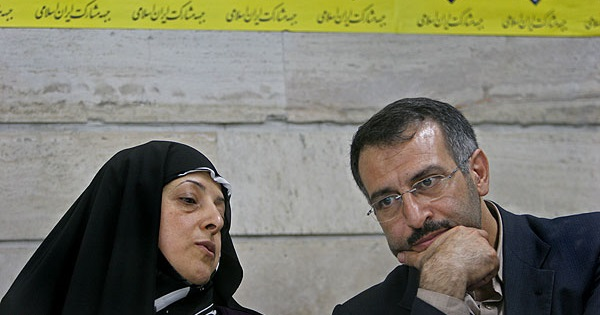
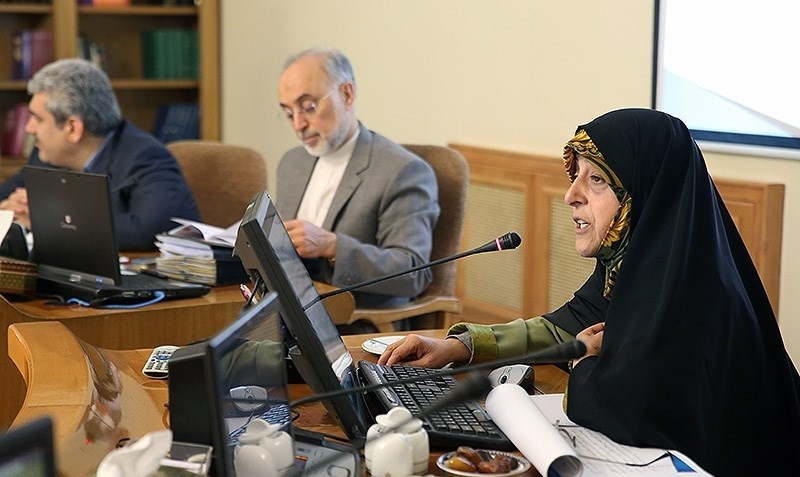
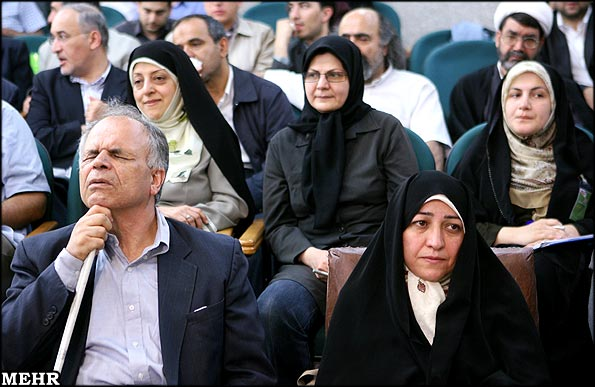
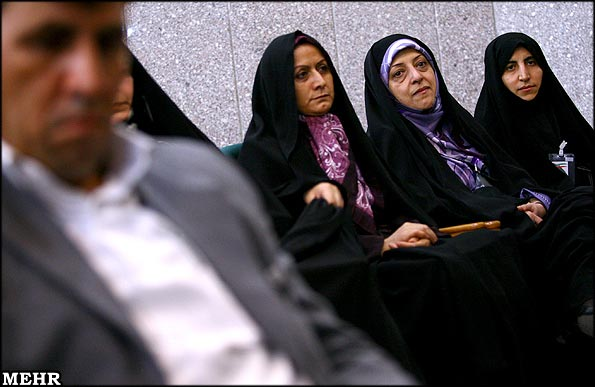
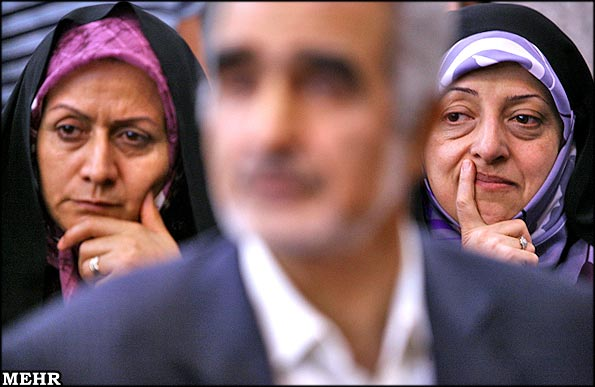

## جوایز
کسب عنوان قهرمان زمین ملل متحد
سازمان ملل متحد ابتکار را به دلیل تلاش‌هایش در سازمان حفاظت از محیط زیست ایران به عنوان یکی از هفت «قهرمان زمین» در سال ۲۰۰۶ مورد تقدیر قرار داد.
روزنامه گاردین نیز در ۵ ژانویه سال ۲۰۰۸ نام ۵۰ نفر از رهبران محیط زیست را به عنوان کسانی که می‌توانند کره زمین را نجات دهند منتشر کرد که معصومه ابتکار نیز در میان آنان بود.
در سال ۲۰۱۲ نام معصومه ابتکار برای چندمین بار توسط سالنامه چهره‌های منتقد مسلمان در جهان در فهرست ۵۰۰ چهره با نفوذ جهان اسلام در بخش سیاسی قرار گرفت.
از جمله دلایل این چنین تقدیرنامه عضویت در قراردادهای یک طرفه که به موجب آن ایران بعدها مشمول پرداخت جرایم سنگین بین‌المللی شد می‌باشد.
جایزه افتخاری انرژی گلوب
بنیاد انرژی گلوب (Energy Globe)، جایزهٔ افتخاری (و نه رسمی) انرژی گلوب برای یک عمر دستاورد این بنیاد را به معصومه ابتکار اعطا نمود. ولفگانگ نیومن، بنیانگذار این جایزه، چهارشنبه ۹ بهمن ۱۳۹۲ (۲۹ ژانویه ۲۰۱۴) در آیینی در برج میلاد تهران این جایزه را به ابتکار تحویل داد. این جایزه به دلیل تعهد، احساس مسئولیت، صراحت لهجه و تلاش‌های معصومه ابتکار برای جلب توجه شهروندان و آگاهی بخشی به افکار عمومی در مورد ضرورت حفظ محیط زیست، به او اهداء شد.
کسب جایزه مینروا
طی مراسمی در شهرداری رم جایزه 'مینروا' ایتالیا به خاطر دستاوردهای علمی و به عنوان زنی موفق در عرصه سیاسی به معصومه ابتکار اعطاء شد. این جایزه در رده‌بندی‌های هنر، اطلاع‌رسانی، نوآوری و مدیریت سیاسی برای زنان و متعلق به بنیاد غیردولتی مامولتی است که از سال ۲۰۰۹ به نام خانم مامولتی مینروا روزنامه‌نگار و فعال اجتماعی آن کشور فعالیت می‌کند.
دریافت دکترای افتخاری علوم سیاسی دانشگاه مطالعات خارجی هانکوک شهر سئول
«این چول کیم» رئیس دانشگاه هانکوک گفت که انتخاب رئیس سازمان حفاظت محیط زیست ایران برای تلاش‌های صورت گرفته توسط وی در جهت تقویت همکاری‌ها در زمینه صلح جهانی و بهبود و حفظ محیط زیست بوده است.